# Grejohn Kyei
Grejohn Kyei, né le 12 août 1995 à Gonesse dans le département du Val-d'Oise, est un footballeur français. Il évolue actuellement au poste d'avant-centre au Standard de Liège.
Il est champion de Ligue 2 lors de la saison 2017-2018 et finaliste de la Coupe Gambardella en 2014 avec le Stade de Reims.

## Biographie

### Stade de Reims
Grejohn Kyei commence à jouer au football dès l'âge de sept ans à Villiers-le-Bel. Il rejoint le centre de formation du Stade de Reims en 2010 à l’âge de quinze ans. Il joue dans toutes les catégories d'âge des équipes de jeunes du club rémois.
À partir de 2012, il fait également partie de la réserve du club, qui évolue d'abord en Division d'honneur puis en CFA 2. Parallèlement, il est finaliste de la Coupe Gambardella en 2014 (défaite 2-0 contre l'AJ Auxerre).
Saison 2014-2015
L'attaquant d'origine ghanéenne signe son premier contrat professionnel avec le club champenois, en avril 2014, pour une durée de trois ans. Mais sa carrière se trouve retardée un mois plus tard : l’espoir rémois bouscule l’arbitre lors d'une rencontre de la réserve contre Sedan ; sa réaction lui vaut une suspension de sept mois des terrains.
Il joue son premier match professionnel le 22 janvier 2015 contre le Stade rennais en Coupe de France où il inscrit son premier but officiel en équipe première. Le 12 avril 2015, il participe à son premier match de Ligue 1 contre l'OGC Nice. Ses premières apparitions en Ligue 1, à la fin de la saison 2014-15, sont remarquées, Grejohn Kyei entre trois fois en cours de match et inscrit son premier but de Ligue 1 face au Paris Saint-Germain, le 23 mai 2015.
Saison 2015-2016
Il démarre la nouvelle saison de la meilleure façon, en jouant les quatre premières journées de Ligue 1. Il effectue deux passes décisives lors du premier match de la saison contre les Girondins de Bordeaux. Il est ensuite titularisé pour la première fois contre le FC Lorient, le 29 août, et en profite pour marquer son premier but de la saison. Il marque son deuxième but de la saison contre le Gazélec Football Club Ajaccio. Il inscrit le dernier but rémois de la saison contre l'Olympique lyonnais victoire (4-1).
Saison 2016-2017
Alors que son club est redescendu en Ligue 2, il est courtisé par le Stade rennais, mais le club rémois décide de le conserver.
Il marque son premier but de la saison contre Le Havre en Coupe de la Ligue. Il marque son premier but en championnat contre le Gazélec Ajaccio. Il inscrit son deuxième but de la saison contre l'AJ Auxerre, contre la même équipe au match retour il marque un doublé et permet à son équipe de gagner. Il marque son dernier but de la saison contre le Stade lavallois.
Saison 2017-2018
Lors de la première journée il est titulaire mais ne trouve pas le chemin du filet. Grejohn marque son premier but en championnat contre l'AS Nancy-Lorraine. Très utilisé par son entraîneur durant la saison il est courtisé par de nombreux clubs en Ligue 1 et des clubs néerlandais dont Heerenveen. Il marque son dernier but de la saison contre l'AC Ajaccio permettant à son club d'obtenir la victoire. A la fin de la saison, il fête la montée et le titre du championnat Ligue 2 au stade Auguste-Delaune lors du coup sifflet final de la 38e journée.
Saison 2018-2019
Le 11 août 2018 il joue quelques minutes en remplaçant Pablo Chavarría contre l'OGC Nice en Ligue 1.

### Racing club de Lens
Fin août 2018, il est prêté au Racing Club de Lens par le Stade de Reims. Il inscrit son premier but et offre la victoire à son équipe le 6 octobre 2018 face à l'AJ Auxerre.

### Servette FC
En 2019, il rejoint le Servette Football Club 1890 où il reste jusqu'au 31 janvier 2022 (son contrat finissait en juin). 

### Clermont
Il quitte alors le Servette pour revenir en France et rejoindre le club de Clermont Foot 63, en Ligue 1. Il a signé dans un premier temps un contrat jusqu'en juin 2022,, puis prolonge pour deux saisons supplémentaires (jusqu'en juin 2024) mais ne peut empêcher la descente du club auvergnat en Ligue 2 à l'issue du championnat de France 2023-2024.

### Standard de Liège
Ayant été au bout de la durée de son contrat avec Clermont, il bénéficie d'un transfert libre et rejoint la Belgique et le Standard de Liège en pleine reconstruction le 23 juillet 2024. Il joue ses premières minutes pour les Rouches dès le premier match du championnat de Belgique au KRC Genk (0-0).

#### Charleroi SC  (en prêt)
Le 6 septembre 2024, dernier jour du  mercato estival, Grejohn Kyei est prêté pour une saison avec option d'achat au Sporting de Charleroi.  Il quitte le Standard de Liège 2 mois seulement après son arrivée.
Il est titulaire dès son premier match de championnat pour les "Zèbres" et marque également son premier but, participant à la victoire de son équipe contre le Beerschot (victoire 3-0).
Cependant, après 5 matches consécutifs en tant que titulaire, Grejohn Kyei perd sa place et durant les 4 matches suivants, il n'est pas dans la sélection dans 2 de ceux-ci.
Le 10 juin 2025, la direction carolo décide de ne pas lever l'option d'achat et Grejohn Kyei retourne au Standard de Liège.

## Avec l'équipe de France espoirs

### Premières sélections en bleuets
Il est appelé en équipe de France espoirs, avec laquelle il marque un but, le 5 septembre 2015 lors de sa première et unique sélection (défaite 3-2 contre l'Islande).

## Statistiques
| Saison                | Club                  | Championnat           | Championnat | Championnat | Championnat | Coupe(s) nationale(s) | Coupe(s) nationale(s) | Coupe(s) nationale(s) | Compétition(s) continentale(s) | Compétition(s) continentale(s) | Compétition(s) continentale(s) | Compétition(s) continentale(s) | Total | Total | Total |
| Saison                | Club                  | Division              | M.          | B.          | P.d.        | M.                    | B.                    | P.d.                  | Comp.                          | M.                             | B.                             | P.d.                           | M.    | B.    | P.d.  |
| 2012-2013             | Stade de Reims rés.   | DH                    | 12          | 6           | 0           | -                     | -                     | -                     | -                              | -                              | -                              | -                              | 12    | 6     | 0     |
| 2013-2014             | Stade de Reims rés.   | CFA 2                 | 17          | 12          | 0           | -                     | -                     | -                     | -                              | -                              | -                              | -                              | 17    | 12    | 0     |
| Sous-total            | Sous-total            | Sous-total            | 29          | 18          | 0           | -                     | -                     | -                     | -                              | -                              | -                              | -                              | 29    | 18    | 0     |
| 2014-2015             | Stade de Reims        | Ligue 1               | 3           | 1           | 0           | 1                     | 1                     | 0                     | -                              | -                              | -                              | -                              | 4     | 2     | 0     |
| 2015-2016             | Stade de Reims        | Ligue 1               | 16          | 3           | 3           | 1                     | 0                     | 0                     | -                              | -                              | -                              | -                              | 17    | 3     | 3     |
| 2016-2017             | Stade de Reims        | Ligue 2               | 28          | 6           | 2           | 3                     | 3                     | 0                     | -                              | -                              | -                              | -                              | 31    | 9     | 2     |
| 2017-2018             | Stade de Reims        | Ligue 2               | 27          | 3           | 0           | 4                     | 0                     | 0                     | -                              | -                              | -                              | -                              | 31    | 3     | 0     |
| 2018-2019             | Stade de Reims        | Ligue 1               | 1           | 0           | 0           | -                     | -                     | -                     | -                              | -                              | -                              | -                              | 1     | 0     | 0     |
| Sous-total            | Sous-total            | Sous-total            | 75          | 13          | 5           | 9                     | 4                     | 0                     | -                              | -                              | -                              | -                              | 84    | 17    | 5     |
| 2018-2019             | RC Lens (prêt)        | Ligue 2               | 20          | 4           | 1           | 4                     | 1                     | 0                     | -                              | -                              | -                              | -                              | 24    | 5     | 1     |
| 2019-2020             | Servette FC           | Super League          | 23          | 4           | 3           | 1                     | 0                     | 1                     | -                              | -                              | -                              | -                              | 24    | 4     | 4     |
| 2020-2021             | Servette FC           | Super League          | 33          | 12          | 4           | 3                     | 2                     | 0                     | C3                             | 2                              | 0                              | 1                              | 38    | 14    | 5     |
| 2021-2022             | Servette FC           | Super League          | 16          | 6           | 1           | 2                     | 0                     | 0                     | C3                             | 2                              | 1                              | 0                              | 20    | 7     | 1     |
| Sous-total            | Sous-total            | Sous-total            | 72          | 22          | 8           | 6                     | 2                     | 1                     | -                              | 4                              | 1                              | 1                              | 82    | 25    | 10    |
| 2021-2022             | Clermont Foot 63      | Ligue 1               | 14          | 0           | 1           | -                     | -                     | -                     | -                              | -                              | -                              | -                              | 14    | 0     | 1     |
| 2022-2023             | Clermont Foot 63      | Ligue 1               | 37          | 10          | 3           | 1                     | 0                     | 0                     | -                              | -                              | -                              | -                              | 38    | 10    | 3     |
| 2023-2024             | Clermont Foot 63      | Ligue 1               | 26          | 2           | 1           | 1                     | 0                     | 0                     | -                              | -                              | -                              | -                              | 27    | 2     | 1     |
| Sous-total            | Sous-total            | Sous-total            | 77          | 12          | 4           | 2                     | 0                     | 0                     | -                              | -                              | -                              | -                              | 79    | 12    | 4     |
| 2024-2025             | Standard de Liège     | Jupiler Pro League    | 6           | 0           | 0           | -                     | -                     | -                     | -                              | -                              | -                              | -                              | 6     | 0     | 0     |
| 2024-2025             | Charleroi SC          | Jupiler Pro League    | 12          | 1           | 0           | 1                     | 0                     | 0                     | -                              | -                              | -                              | -                              | 13    | 1     | 0     |
| Total sur la carrière | Total sur la carrière | Total sur la carrière | 291         | 70          | 18          | 22                    | 7                     | 1                     | -                              | 4                              | 1                              | 1                              | 317   | 78    | 20    |

## Palmarès
- Finaliste de la Coupe Gambardella en 2014 avec le Stade de Reims
- Champion de France de Ligue 2 en 2018 avec le Stade de Reims